# المتلوي
المتلوي إحدى مدن الجمهورية التونسية، تقع في ولاية قفصة. تلقب مدينة المتلوي بعاصمة المناجم حيث تشتهر هذه المدينة بمناجم الفوسفات، إذ تعد مغسلة أم الخشب التي تقع في المتلوي أكبر مغسلة فوسفات في إفريقيا والثانية عالميا. وبهذا فهذه المدينة لها فضل اقتصادي هام على البلاد التونسية. تعتبر المتلوي منطقة سياحية، حيث تتميز منطقة الثالجة بجمال مناظرها الطبيعية وجبالها التي تستقطب السياح. أما في المجال الرياضي فينشط في المدينة فريق النجم الرياضي بالمتلوي الذي يعد من أبرز فرق الرابطة التونسية المحترفة الأولى لكرة القدم وفريق المنجم الرياضي بالمتلوي الذي ينتمي لرابطة الهواة. كما تنشط بالمتلوي عدة نوادي أخرى في عدة ميادين ككرة اليد، المصارعة وغيرها.
كما ان المتلوي هي مدينة السباح الاولمبي التونسي احمد الحفناوي

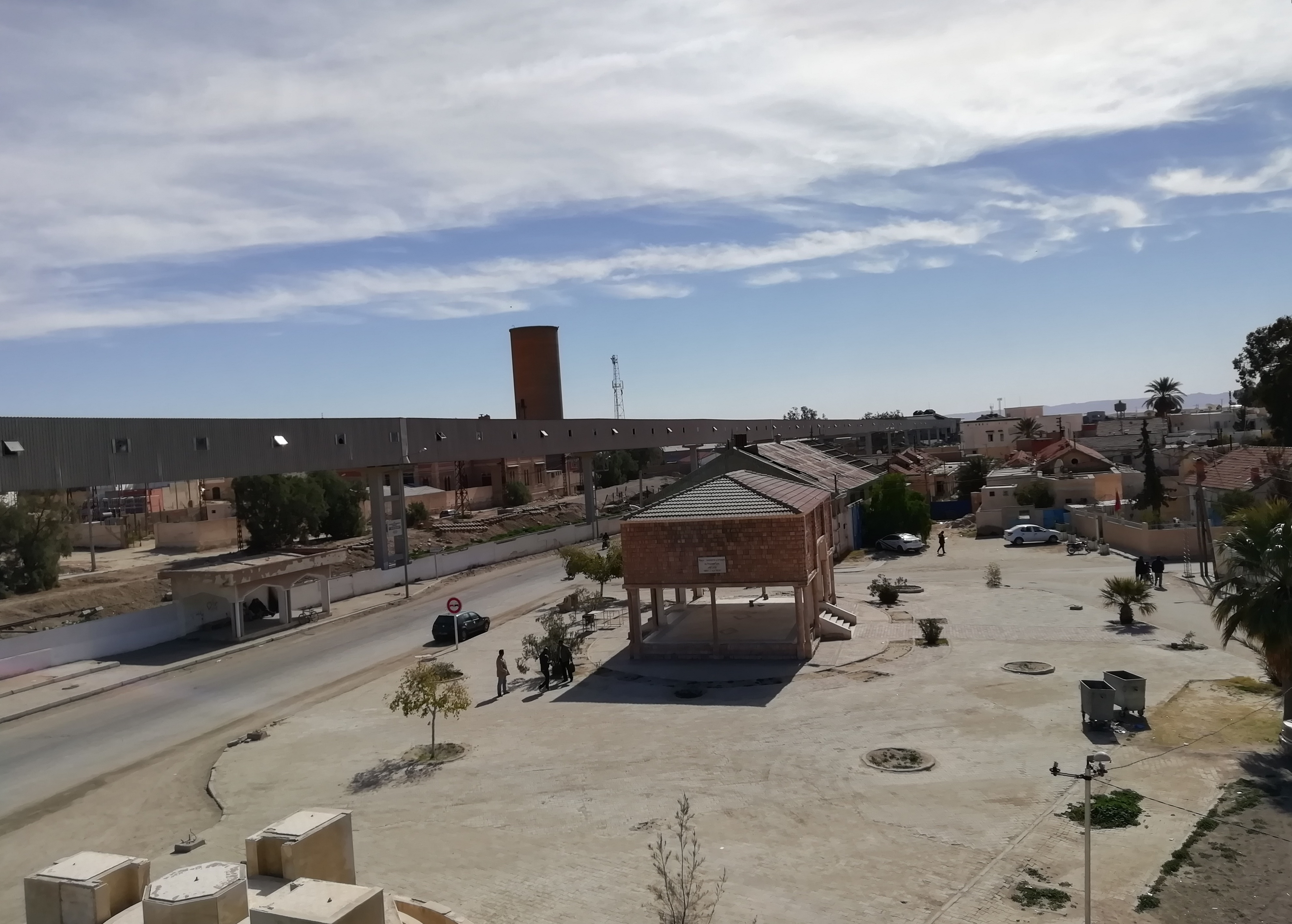

## اصل التسمية
لم يعرف إلى الآن ما هو لغز تسمية هذه المدينة بهذا الاسم لكن يظن المؤرخين انه تم تسميتها هكذا لانها «لَمَّت»(لهجة التونسية تعني جمعت) جميع الاعراق من مختلف البلدان. هناك رواية أخرى تقول ان أصل التسمية يعود إلى الوادي الذي يشق المدينة على شكله الملتوي المعروف «بواد الارطى»، الذي ينبع من المرتفعات الجبلية من الجزائر، وبذلك سمّيت على شكل الوادي «الملتوي».

## تاريخ المتلوي
تاريخ المتلوي يعود إلى عصور ما قبل التاريخ. وإلى الغرب من المدينة، في منطقة زراعية السقدود، نجد آثار ما قبل التاريخ مع وجود عدد لا يحصى من الآثار المغليثية بير الحمرة وبير الحمايرية وعرباطة، وتتميز أيضا بوجود آثار للشعوب القبصية.
و تبقى الاثار البونية موجودة في شكل حصون التي بنيت لأسباب أمنية على قمم الجبال. وداخل جبال الثالجة توجد آثار رومانية، وبالتحديد في منطقة المخيفية، وكذلك الليمس والجدران الدفاعية الرومانية. التي تمر من منطقة الشبيكة إلى جنوب المتلوي.
شهد عصر القرون الوسطى وصول العرب: الهمامة تحديدا في سهل سيدي بوزيد واولاد بويحي في موقعهم الحالي في منطقة المتلوي.
عندما وصل الفرنسيون في هذه الأجزاء، وجدوا السكان يمارسون الزراعة والرعي. شهدت المدينة تنمية قوية تحت الحماية الفرنسية، مع اكتشاف الفوسفاط في عام 1885، على بعد بضعة كيلومترات عند سفح جبل الثالجة أول مرة من قبل فيليب توماس. بدأ الاستغلال الصناعي في عام 1896 مع الامتياز الممنوح لشركة للفوسفات والسكك الحديدية وتشييد خط السكة الحديد بين صفاقس والمتلوي (250 كم) لنقل خام إلى ميناء حيث يتم تصديرها أو تصنيعها محليا. ولحد هذا اليوم، يتم استخراج الفوسفات في ثمانية مراكز منجمية ومركز المتلوي هو الرئيسي. وعلاوة على ذلك، فإن معظم مرافق شركة الفوسفات هي المتلوي مع توجهات الإنتاج والصيانة والبحوث والمشتريات وغيرها من الكيانات المرتبطة مباشرة بالنشاط الإنتاج.
تحت الحماية الفرنسية، الحاجة المتزايدة للعمالة دفع الحكومة الفرنسية لتطوير سياسات التجنيد القسري للمنجميين. لتنمية المدينة، كانت دائما مرتبطة بالعلاقة بين مجلس الإدارة ونقابة عمال المناجم.

## منطقة الثالجة
معلم طبيعي يتربع في الجنوب الغربي التونسي وسط سلسلة جبلية تمتد من مرتفعات تبسة إلى هضاب الشبيكة المنتهية في حدود التخوم الصحراوية المجاورة لشط الغرسة الواصل بين الحدود التونسية والجزائرية
وللوصول إلى منطقة الثالجة عليك ركوب السحلية الحمراء

الجرذون الاحمر

داخل الجرذون الاحمر

المقاعد بالجرذون الاحمر

منطقة الثالجة بالمتلوي

 من محطة المتلوي لياخذك بعيدا عن المدينة بـ 6 كم اين تصل إلى جبال الثالجة 

مدخل الثالجة

 . هذه بعض الصور للحرذون الاحمر من الداخل 

## السحلية الحمراء
هو قطار بايات تونس سابقا في فترة الحكم الحسيني. لونه احمر وبه شريط ذهبي بالعرض جيئ به إلى المتلوي لياخذ السياح من المحطة إلى الجبال.
و التسمية أتت من دخول القطار في خنادق تحت الجبال كالجرذان ولونه الاحمر لياتي اسمه السحلية الحمراء وهو يعتبر رمز المدينة

## احداث الحوض المنجمي الأولى
في مارس 1937 تم قمع إضراب في منطقة المناجم بعنف من قبل السلطات الاستعمارية والنتائج في وفاة 17 من عمال المناجم.
في سنوات بين 1910 و1960، خلال فترة الحد الأقصى من الإنتاج، تألف سكان المدينة نصفهم من العمال الجزائرية والمغربية والليبية والإيطالية والمالطية.لكن استبدال طريقة استخراج الفوسفاط من الباطنية إلى السطحية أدت إلى تخفيضات من 75٪ من الموظفين والاحتجاجات.

## احداث الحوض المنجمي الثانية
في ربيع عام 2008، شهدت مدن الحوض المنجمي الرديف، المتلوي والمظيلة أحداث حركة اجتماعية (شهرت ب أحداث الحوض المنجمي أو ثورة الحوض المنجمي) على إثر نتائج مناظرة الانتداب صلب شركة الفسفاط، وتدهور المناخ الاجتماعي بالمنطقة. ندد المتظاهرون بالفساد وسوء الأحوال المعيشية (البطالة، والأمراض الناجمة عن نشاط شركة فسفاط قفصة والفقر). وقد تم قمع المتظاهرين بالعنف.خلفت أحداث الحوض المنجمي سقوط 3 شهداء من مدينة الرديف هشام العلايمي، الحفناوي المغزاوي والشهيد عبد الخالق العمايدي والعديد من الجرحى.

## الحاضر
تعد المتلوي من أكبر المعتمديات في الجمهورية التونسية وتعتل المرتبة الثانية. كما تعد المتلوي من أكثر المدن التونسية منتجة للفوسفات وتليها الرديف وأم العرائس.
المتلوي أنموذجا في تنمية الحوض المنجمي:
تعتبر مدينة المتلوي من أقدم المدن المنجمية والصناعية بالوطن حيث تم اكتشاف الفسفاط بها سنة 1985 وتأسست شركة الفسفاط في 1887 وكان استغلاله بدائيا ثم تطور فارتبط هذا المنجم بالسكة الحديدية بينه وبين صفاقس ثم فتحت مناجم العرائس والرديف فالمظيلة وكثر استغلال الفسفاط فجلبت الشركة يدا عاملة من مستعمراتها إلى جانب سكان القطر التونسي وانخرطت هذه الجاليات من الجزائر والمغرب ثم توافد الليبيون وتم كذلك استقدام الإيطاليين واستقرت كل جالية وحدها وبرزت احياء للمغاربة والجزائريين والليبيين والإيطاليين وسمي كل حي باسم المجموعة التي تسكنه واستقر الفرنسيون بالحيّين العصريين بكل من المحطة وبأعلى المدينة قرب إدارة الشركة وبدأت المدينة تكبر شيئا فشيئا انطلاقا من تركيز بلدية لها بالمحطة في (11 11 1903)
ثم مقر الإدارة المحلية (الخلافة) وثكنة عسكرية ومركز في للجندرمة والشرطة وتركزت مرافق اجتماعية وثقافية ورياضية (مستشفى وقاعة أفراح وجمعية رياضية 1920) وزارها محمد علي الحامي في 1924 وقدمت شهداء من العملة اثر حوادث مارس 1937 وزارها فرحات حشاد قد تأسيس الاتحاد العام التونسي للشغل (جانفي 1946) إلى قبل اغتياله وقدمت عديد التضحيات في معركة التحرير وكذلك ابان اعانة الثورة الجزائرية عن طريق المناضل النقابي أحمد التليلي وتكونت بها وحدة مغاربية وتدعمت الوحدة العمالية وضمت السكان الاصليين والجاليات والوافدين من جميع ارجاء الوطن ولم تزدها الايام والمعاناة في المنجم الا تعميقا وتأصيلا وتفتحا ولم تبرز أي اضطرابات طيلة تلك الفترات إلا إبان الأحداث الاخيرة المفتعلة والتي نتمنى ان لا تعود البتة.
التنمية زمن الاستقلال:
منذ أيام الاستقلال عرفت المتلوي نهضة عمرانية فبنيت المساكن الشعبية من قِبل الدولة وساهمت الشركة شركة الفسفاط طبعا في هذه الحركة الاجتماعية وأسهمت في بناء مساكن لعملتها وأعوانها من موظفين واطارات وتمد دفع الحركتين الثقافية والرياضية اللتين عرفتاد تميزا واشعاعا في داخل الوطن وخارجه وصارت المتلوي قطبا ثقافيا ورياضيا انها انها بقيت تعيش على تنمية وحيدة وهي استغلال الفسفاط ولا ينالها الا القليل من عائداته ورغم ذلك عرفت المتلوي أياما مشرقة وأصبحت اليد العاملة تأتيها من كل الجهات.
استعادة الشركة لدورها الاساسي كانت شركة فسفاط تقوم بعديد الخدمات لها ولفائدة عمالها بالفكر والساعد فهي تبني المساكن وتقوم حتى بتجهيزها واصلاحها وترميمها وكانت لها ورشات في الحدادة والنجارة والكهرباء والبناء واصلاح اسطولها من السيارات وصيانة مغاسلها وآلياتها وهذه المنظومة المتكاملة جعلتها تكتفي بذاتها وقد تم تفكيك هذه المنظومة وعهد بهذه الخدمات إلى المناولين وفتحت هذه الصفقات ابواب الربح اليسير وصارت الصفقات غير شفافة وغير نزيهة وأثر كل هذا على مقدرات الشركة وتم استنزاف عائداتها والآن وقد توقفت هذه المناولات فحريّ بالمؤسسة ان تعيد فتح ورشاتها وتعود إلى دورها القديم وفي ذلك ربح لها عميم يعود بالنفع عليها وعلى الوطن وعلى مدنها المنجمية نماءً ومشاريع تقوّي من خلالها عملية التشغيل.
بعث مركز للتكوين المهني القطاعي كان للشركة قديما مركز للتكوين المهني ينخرط فيه الشباب للتعلم المهني ثم يدمج هؤلاء في مصالحها المتعددة وبجميع مراكزها وتمت الاستعاضة عن ذلك بالانتدابات المباشرة وعن طريق النقابات ورغم وجود نيابة وظيفية الا انها صارت تستعمل في تهيئة العمال الموظفين المباشرين والذين سيشملهم الارتقاء للدرجات والاقسام العليا وفي الرسكلة احيانا في المستويات النظرية البحتة ومقابل ضروري ان يبعث مركز تكوين مهني وقطاعي لاعداد الشباب من مختلف الدرجات للتكون والعبور إلى الاندماج في الاختصاصات التي تتطلبها الشركة ويتطلبها المحيط.
قيام الشركة بدورها الاجتماعي المعتاد، كان للشركة دور اجتماعي رائد لفائدة عمالها واعوانها واطاراتها حيث تقدم هؤلاء خدمات من المهد إلى اللحد (فحتى عند موت العون تقوم المؤسسة بتشييد قبره) إضافة إلى منحه اعانات مالية محترمة ولكن كل ذلك توقف فما ضر لو تعهدت الشركة بتعهد المدارس واعانة المعاهد والملاعب الرياضية ودور الشباب والثقافة ودعم الجمعيات الرياضية وفق اولويات وانتمائها للمدن المنجمية وتوفير النقل لهذه الجمعيات التي حرمها من ذلك قرار جائر في العهد البائد لفسح المجال للخواص للقيام بذلك حرم هذه الجمعيات من هذا التنفيل وأثقل موازينها ولو عاد ذلك لتم توظيف مصاريف النقل في الإحاطة بالشباب واعانتهم على مواصلة دراستهم والتوفيق في ذلك بين تعاطي الرياضة وطلب العلم.
ضرورة اسهام الشركة في التنمية المحلية في مدن المناجم:
كان على هذه المؤسسة ان تنتبه إلى قضية بمدنها أولا حتى لا يبقى الفسفاط المورد الوحيد لها ونشاطا يعتمد عليه السكان منذ مدة فلابد من ارساء صناعات صغرى وفلاحية تكونان مكمّلين لهذا النشاط المنجمي.
الصناعات الصغرى يمكن ان تبعث صناعات في شكل مشاريع صغرى تتوافق وهذا الوسط انطلاقا من الخامات الموجودة بمحيطه على ان هناك منطقة صناعية بالمتلوي لا تزال مغلقة بها معمل «يازاكي» تم نقل عاملاته إلى قفصة ثم انقطعن لظروف متعددة وهناك وحدة الخياطة تم اغلاقها كذلك ووحدة ثالثة للسيراميك تتبع الباعث لطفي عبد الناظر تم انتداب بعض اطاراتها ووقعت رسكلتهم الا ان المنح لم يتم وضروري ان يقع التفكير في استغلال هذا الفضاء الصناعي وبعث فضاء بالاحياء العليا للمدينة وتتكامل المنطقتان لخلق حركية صناعية يمكن ان تسهم في الحد من البطالة وتنويع الاختصاصات.
الفلاحة بوصفها مكملا للنشاط المنجمي:
تعتبر باديتا المتلوي شرقا وغربا مهدا للفلاحة والزراعة خاصة (الحبوب والزراعات العلفية) وهي موطن للسكان الاصليين بمدينة المتلوي وقد مارس فيها طيلة قرون زراعة الحبوب زمن نزول الأمطار وتربية الماشية: الاغنام الماعز الإبل وكانوا ينتقلون فيها بحرية في هذه الأراضي التي يملكونها شمالا وجنوبا وعند انخراط هؤلاء السكان في العمل المنجمي وقع اهمال هذه الأراضي في حين انها تحوي مخزونا مائيا مهما وهمشت الدولة الفلاحة وهذه الانشطة بتعلة اهتمام السكان بها وترك العمل المنجمي هي حين ان المسالك الفلاحية والتربة والمياه متوفرة وحيدة ولكن هذا يتطلب دراسة لكل هذه الاعتبارات والقيام بخارطة تعتمد المحطات المناخية واستصلاح هذه الأراضي لتركيز زراعات كبرى باعتماد طرق متطورة كالري التكميلي والزراعات العلفية واستحداث اصطبلات عصرية وخلق نواة لقرية فلاحية نموذجية متطورة تعتمد الكهرباء والطاقة الشمسية بوصفها بديلا للتنوير وطاقة غير مكلفة اعتمادا على مياه جوفية للقيام بهذه الفلاحة لتتلاءم مع النشاط الصناعي وتكون مكملة للنشاط المنجمي وبذلك يتخلص هذا الحوض من النشاط الاحادي فتنعدم البطالة ويعود إلى ايامه الذهبية ويبقى قطبا مشعّا في انحاء البلاد كما كان قديما.

## المتلوي والثورة التونسية
لعبت المتلوي دور هام في الثورة الأولى احداث الحوض المنجمي الأولى والثانية التي انطلقت عام 2008 في مدينة الرديف في ظل الاوضاع المتردية وظلم الشرطة.
و في ثورة الياسمين 2010-2011، ثارت المتلوي ضد السلطات كـباقي الجهات.

## الرياضة في المتلوي
تنشط في المدينة عدة نوادي رياضية في كرة القدم، كرة اليد والمصارعة وحمل الاثقال • ملف:Stade Metlaoui 1.jpg|الملعب البلدي بالمتلوي
لعل ابرزها فريق النجم الرياضي بالمتلوي الذي يلعب في الرابطة المحترفة الأولى والمنجم الرياضي بالمتلوي الذي ينشط في رابطة الهواة •
و في المتلوي يقع الملعب الملعب البلدي بالمتلوي في وسط المدينة
ومن اعلام مدينة المتلوي في الرياضة السباح الاولمبي التونسي احمد الحفناوي

## اعلام المدينة
احمد الحفناوي : سباح اولمبي تونسي فائز بالميدالية الذهبية في اولبيات 2020

## معرض الصور

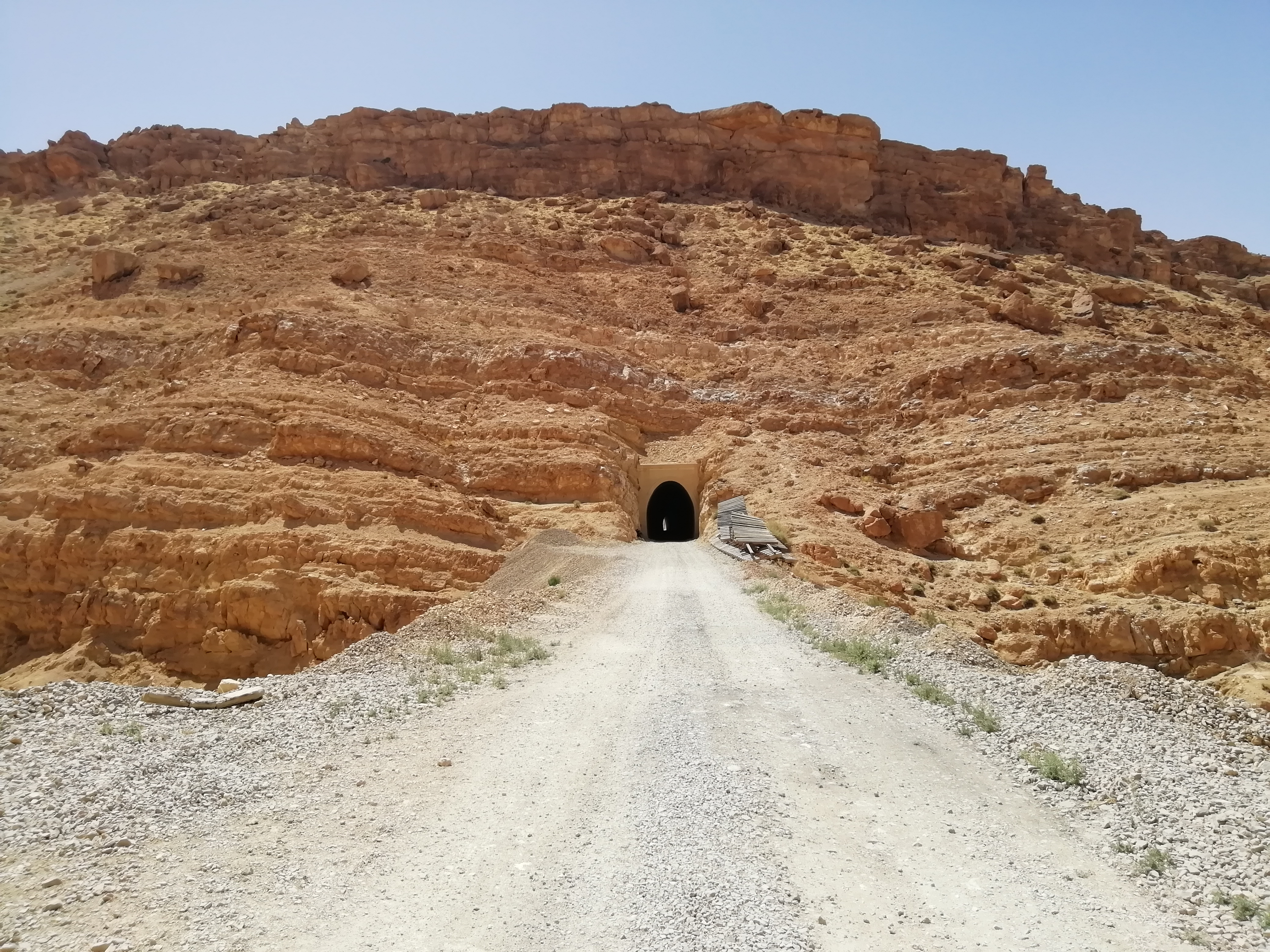
منطقة الثالجة بالمتلوي
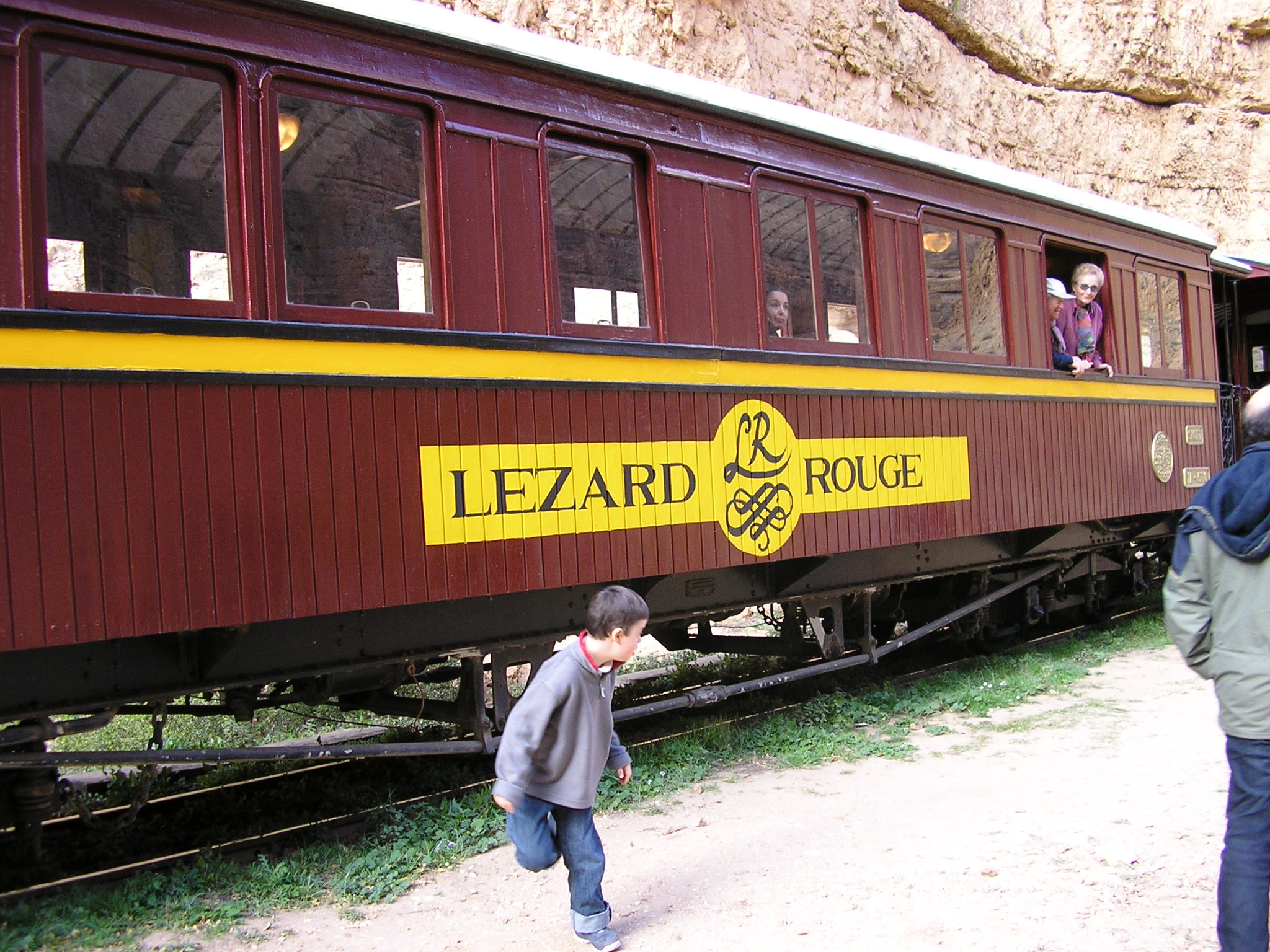
الجرذون الأحمر
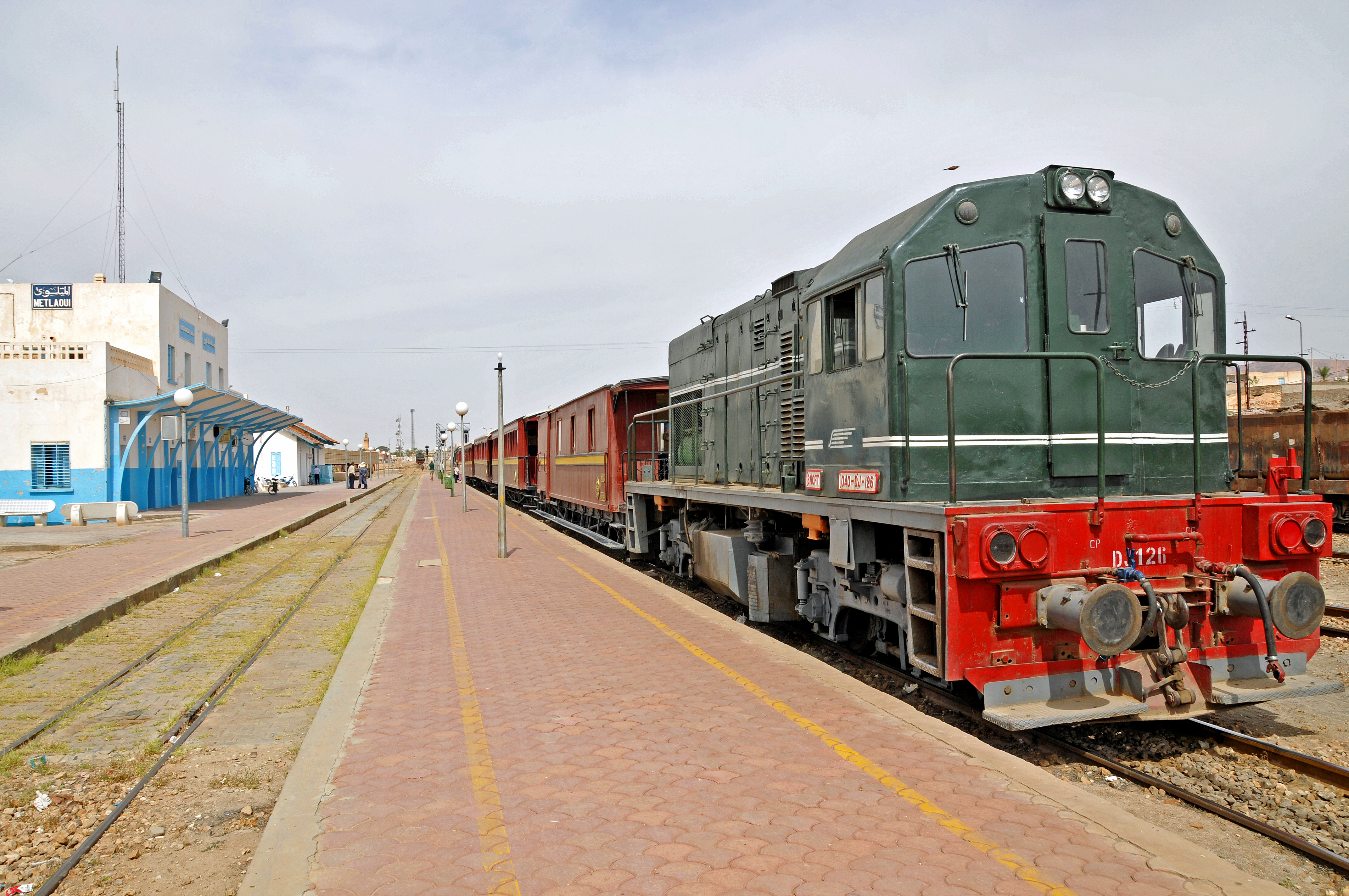
محطة القطار بالمتلوي
انتاج الفسفاط بالمتلوي سنة 1923
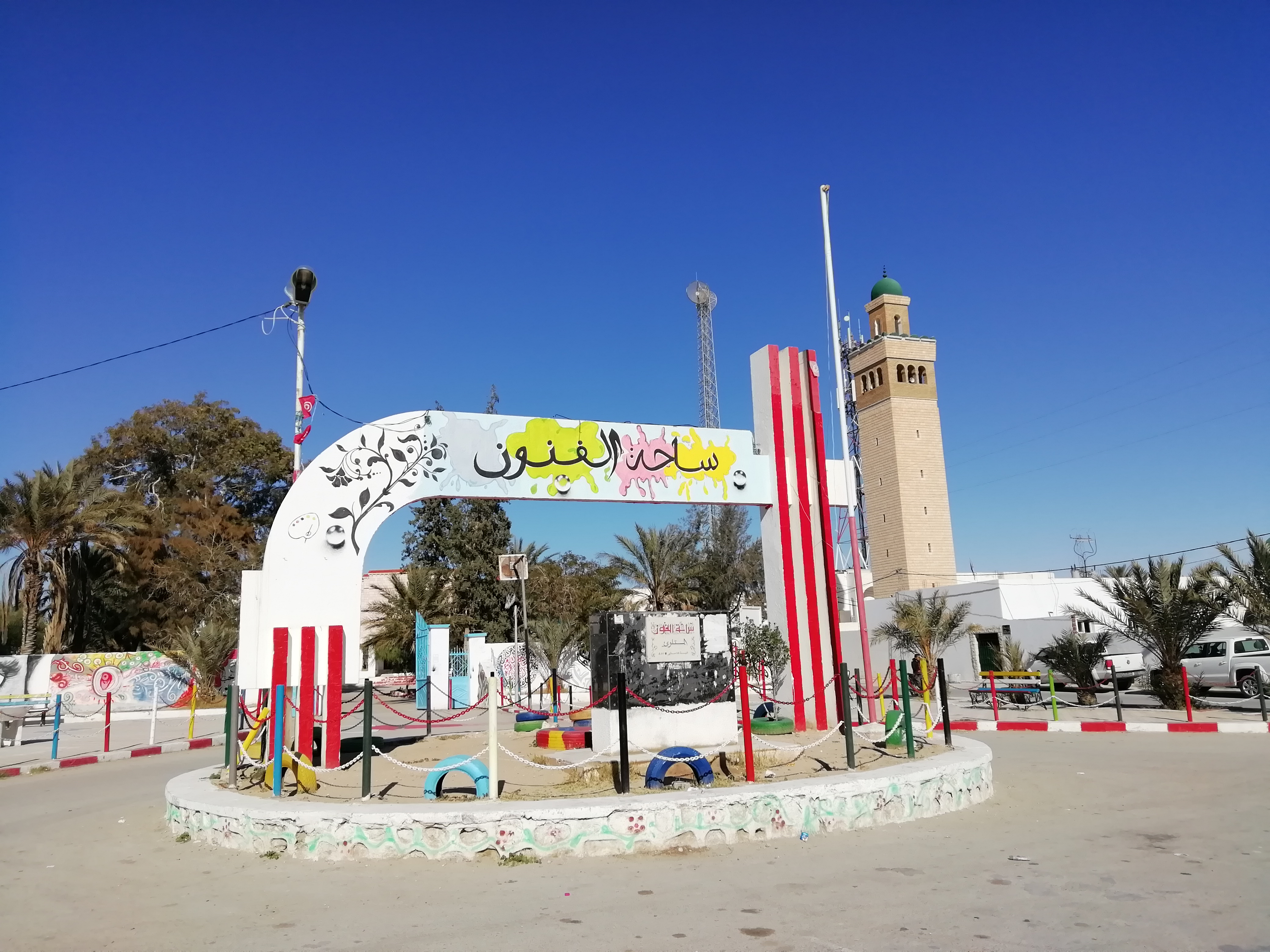
ساحة الفنون بالمتلوي - Place des Arts Metlaoui
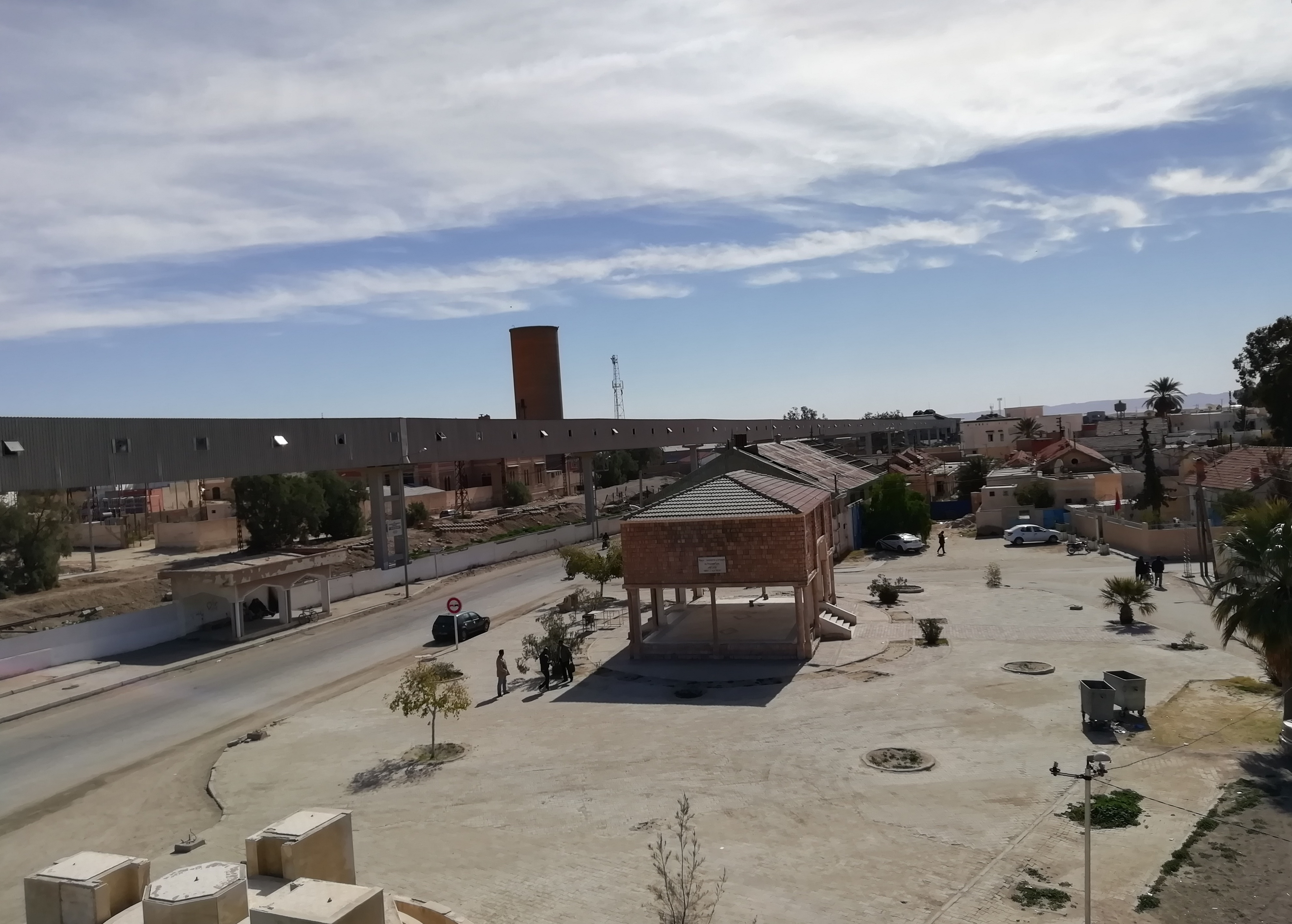
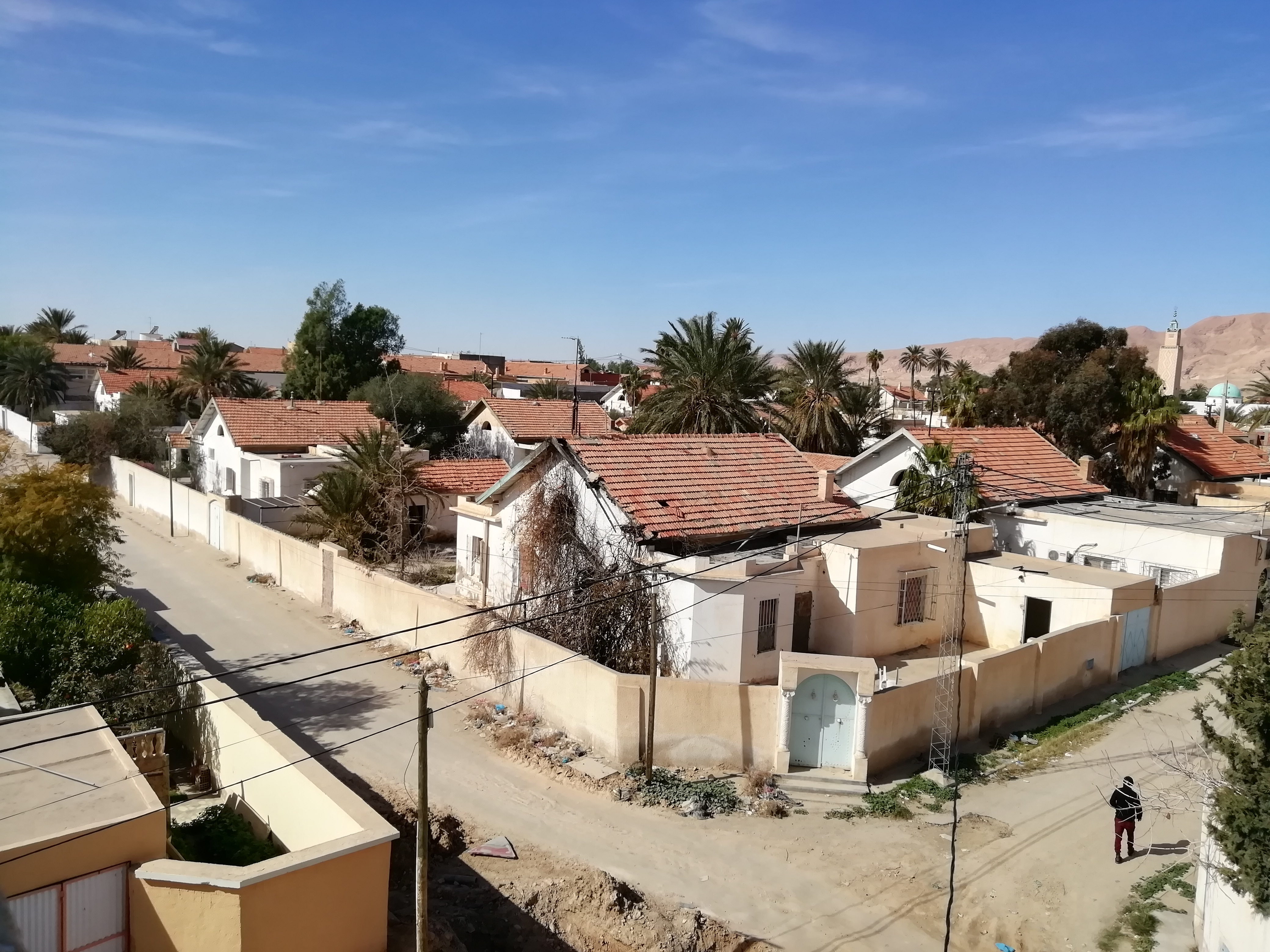
الحي الاوروبي
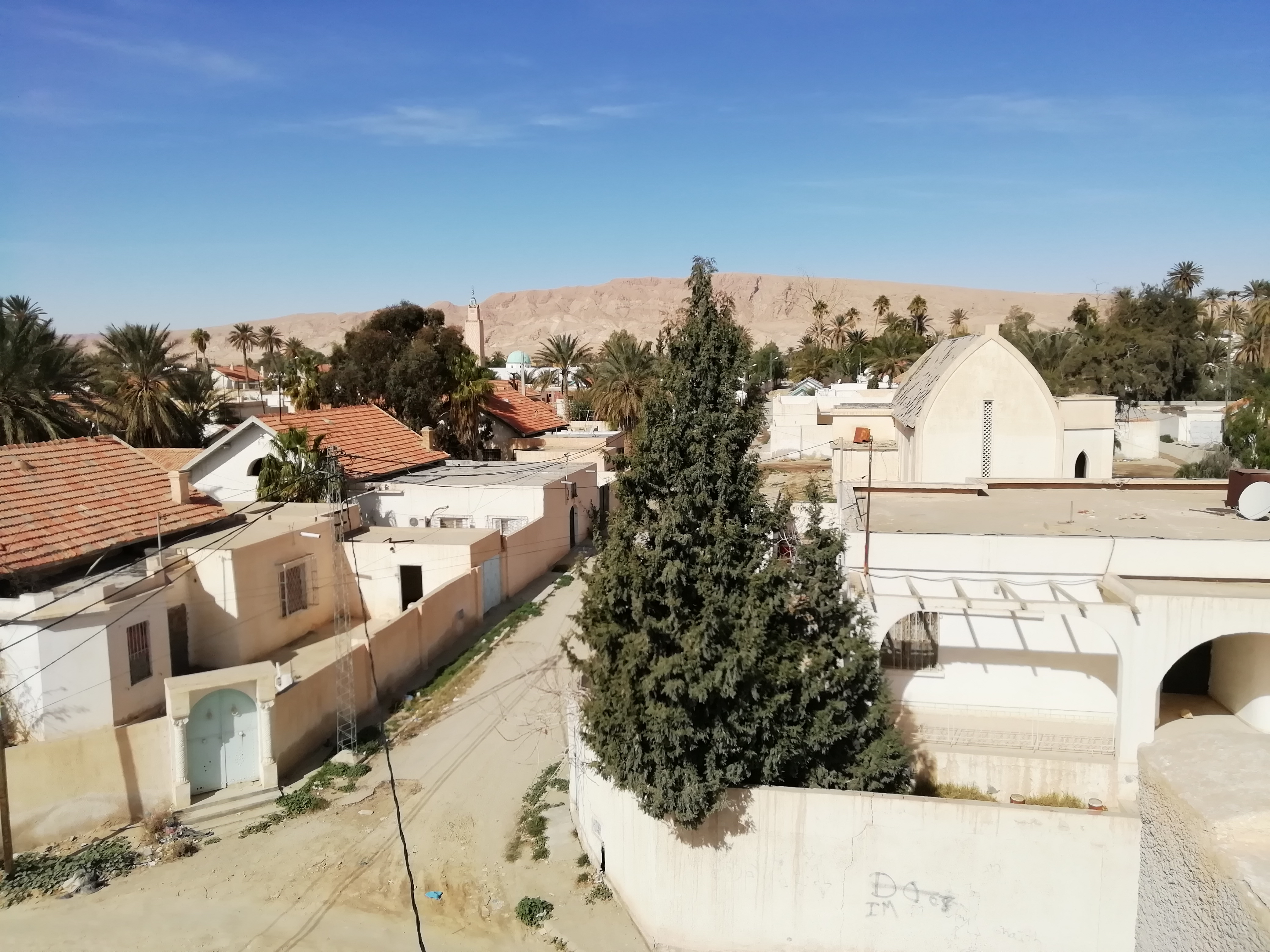
الحي الاوروبي
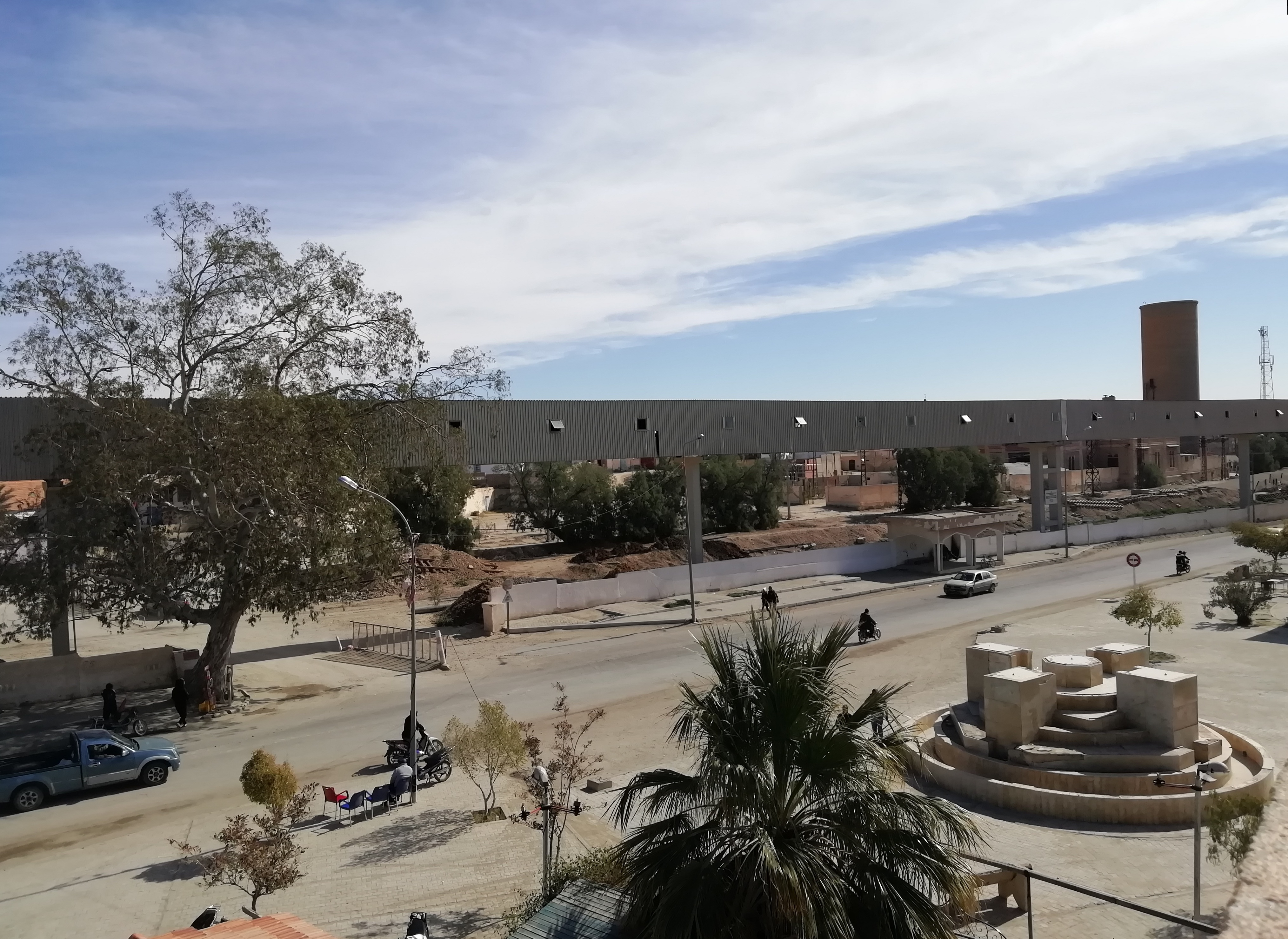
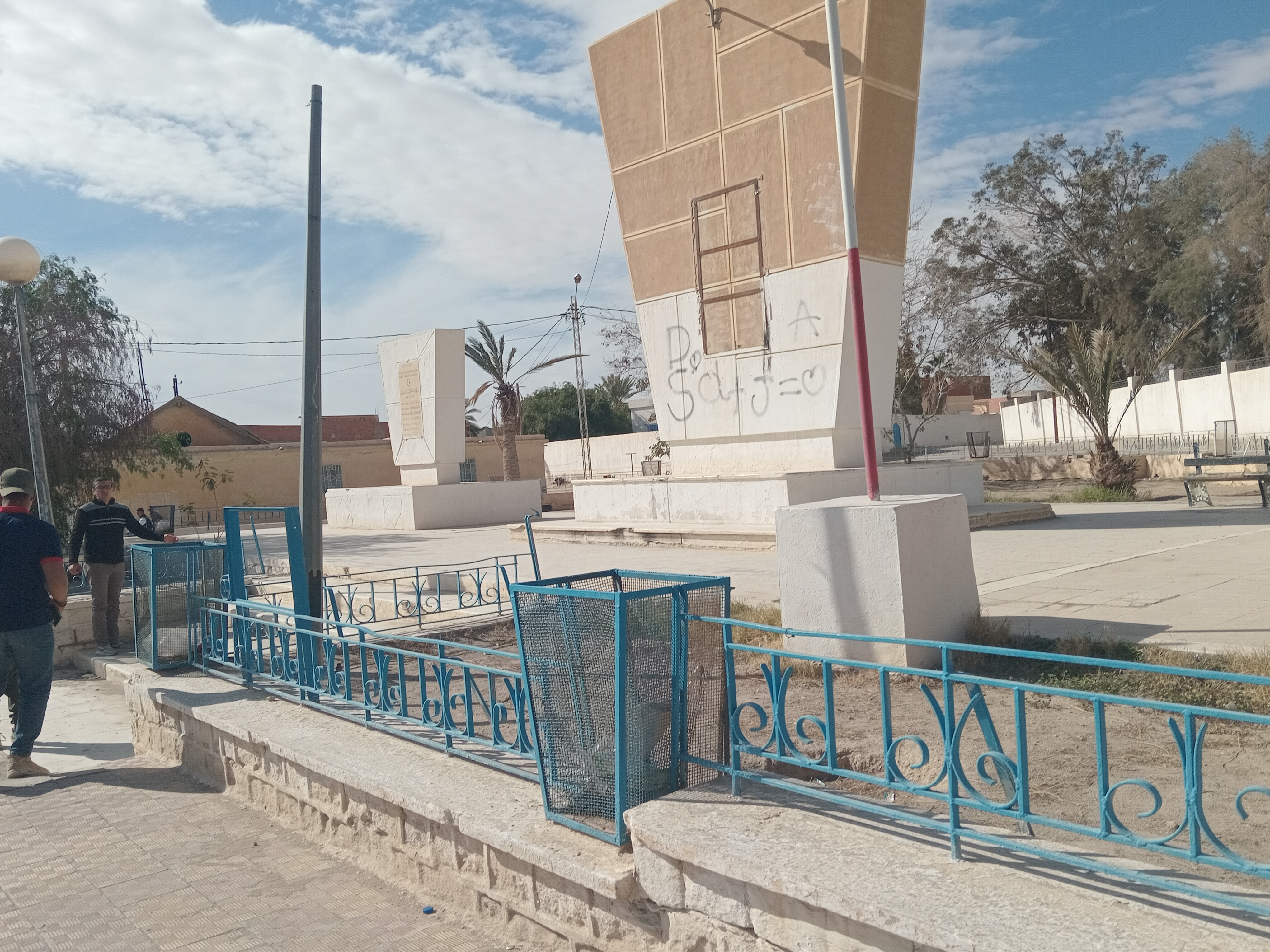
ساحة الشهداء بالمتلوي